# L'altra donna del re (romanzo)
(Dialogo tra Maria Bolena e la sorella Anna. Tratto dal libro di Philippa Gregory, L'altra donna del re, Sperling & Kupfer, 2010, pag. 261)
L'altra donna del re (titolo originale The Other Boleyn Girl) è un romanzo storico scritto dall'autrice britannica Philippa Gregory, ambientato nella nobiltà inglese del XVI secolo e basato sulla vita di Maria Bolena, e narrato dal suo stesso punto di vista, sorella della ben più famosa Anna, seconda sposa del re Enrico VIII d'Inghilterra.
Dal romanzo è stato tratto nel gennaio 2003 uno sceneggiato televisivo dal titolo The Other Boleyn Girl (dove il ruolo di Maria era interpretato da Natascha McElhone), mentre nel 2008 ne è uscita trasposizione cinematografica del regista Justin Chadwick. Il film, dal titolo L'altra donna del re, è interpretato da Natalie Portman, Scarlett Johansson ed Eric Bana.

## Trama

### Maria Bolena: amante del re Enrico VIII d'Inghilterra
XVI secolo. Enrico VIII, re d'Inghilterra, non riesce ad avere un erede: la regina sua consorte, Caterina d'Aragona, dopo una sola figlia e tanti aborti, bambini nati morti o sopravvissuti solo pochi mesi, sembra non essere in grado di dargli un maschio. In questo clima di tensione le famiglie nobili inglesi si affrettano a proporre le loro figlie, giovani e soprattutto fertili, nella speranza che una di loro riesca a dare un erede al re, ponendo di fatto la famiglia di lei al vertice del regno. Ma Enrico VIII sembra essere interessato solo alla giovanissima Maria Bolena, sposa del caro amico William Carey e dama di compagnia tra le favorite della regina Caterina. Vedendo l'opportunità di una salita al potere, la famiglia Bolena-Howard spinge Maria tra le braccia del re. Lei acconsente, seppur con riluttanza (per il danno d'immagine che avrebbe creato al marito e a se stessa qualora il sovrano si fosse stancato di lei), ma sa di non poter fuggire ai suoi doveri di figlia, che le impongono assoluta obbedienza.
Incominciano così i giochi dell'amor cortese con il re che, inaspettatamente, si innamora pazzamente di lei. Grazie anche ai preziosi suggerimenti dell'invidiosa sorella Anna, Maria riesce a stringere sempre più a sé il sovrano.
La notizia della ormai impossibilità della regina Caterina di rimanere incinta spinge ancor di più Enrico fra le braccia di Maria, tanto da volerla al proprio fianco in tutte le occasioni, anche in quelle pubbliche, al posto della regina. Maria rimane incinta ma, contrariamente ad ogni aspettativa, dà alla luce una bambina: Catherine. Enrico VIII non mostra apertamente la delusione, ma l'episodio lo fa riavvicinare alla regina, soprattutto in seguito alla recente vittoria in guerra contro la Francia (avvenuta grazie anche all'alleanza con la Spagna, patria di Caterina), lasciando in disparte Maria. Quando, però, gli eventi si ribaltano e l'alleanza con la Spagna s'incrina, Enrico si allontana definitivamente da Caterina, ponendo nuovamente Maria al centro delle sue attenzioni. Tornata nelle grazie del re, la giovane Bolena rimane nuovamente incinta, e questa volta dà alla luce l'erede maschio tanto agognato: Enrico. Durante la gravidanza la famiglia Bolena-Howard impone alla sorella Anna di mantenere vivo l'interesse del re su Maria anche a costo di corteggiarlo lei stessa, in modo che, se lui avesse perso interesse per Maria, accanto al re ci sarebbe stata sempre e solo una Bolena. Ed è esattamente ciò che avviene.

### Anna Bolena: la nuova favorita del re
(Tratto dal libro di Philippa Gregory, L'altra donna del re.)
Costretto a stare lontano da Maria, obbligata all'immobilità durante gli ultimi mesi della gravidanza, re Enrico rimane ammaliato dalla bellezza e dalla calcolata grazia di Anna tanto da volerne fare la sua amante. Ma Anna non vuole essere vittima dello stesso destino della sorella, non vuole essere solo l'ennesimo capriccio del re, bensì mira alla meta più alta: farsi sposare e diventare, così, la nuova regina d'Inghilterra. Incomincia perciò un gioco d'astuzia col sovrano, stuzzicando il suo ardore ma allo stesso tempo rifiutandosi di concedersi. Ciò non fa che accentuare il desiderio del re tanto da spingerlo a compiere un'azione che mai nessun sovrano aveva osato fare: divorziare dalla propria regina per convolare a nuove nozze, rischiando di scatenare il caos nel regno. Non potendo ottenere il benestare della Chiesa cattolica al divorzio, il re cerca di invalidare le nozze con Caterina sostenendo fermamente la mancata purezza di lei al momento delle nozze (all'epoca era la giovane vedova di Arturo, fratello di Enrico VIII). A seguito delle pesanti accuse, la Chiesa decide di istruire un processo per verificarne la fondatezza, e così vari legati papali vengono mandati alla corte di Londra.
Intanto, dietro suggerimento di Anna, la regina Caterina viene definitivamente allontanata dalla corte, scatenando una forte reazione del popolo, che incomincia a chiamarla «Caterina la Benamata», mostrando invece un chiaro odio nei confronti di Anna Bolena, sulla quale iniziano già a circolare le prime voci di stregoneria.

### Da favorita del re a regina d'Inghilterra
Ottenuto il titolo di marchesa di Pembroke e sentendosi oramai sicura del proprio destino di regina (nonostante i sempre più frequenti tumulti cittadini e il procrastinarsi delle nozze), Anna decide di concedersi al re nella speranza di dargli un erede maschio e rendere, così, indissolubile il suo legame con il regno inglese. Non volendo aspettare ulteriormente il verdetto del processo, Enrico VIII si affretta a varare una nuova legge che gli avrebbe permesso di sposarsi legalmente (almeno secondo la legge della nuova Chiesa inglese). Le nozze si celebrano in forma privata a Whitehall, nuova proprietà di Anna.
Nella primavera del 1533 il tribunale inglese, nella persona dell'arcivescovo Thomas Cranmer, conclude il processo (pur non avendone l'autorità, poiché la decisione finale spettava al papa) giudicando il matrimonio tra Caterina ed Enrico non valido e dichiarando - per contro - ufficialmente valide le nozze tra il re ed Anna Bolena.
Anna rimane finalmente incinta ma, a dispetto di ogni aspettativa, dà alla luce una bambina: Elisabetta. La delusione è forte, ma Anna non si scoraggia, sicura che ben presto sarebbe rimasta nuovamente incinta e questa volta di un erede maschio. Infatti verso la fine del 1533 scopre di essere incinta, ma la gravidanza è difficoltosa al punto da avere un aborto spontaneo dopo soli pochi mesi.

### Maria e le nozze con William Stafford
Maria nel frattempo viene serratamente corteggiata da William Stafford, un gentiluomo al servizio del padre, di cui si innamora suo malgrado, cedendo alle lusinghe di una vita di campagna, libera dagli obblighi di corte e dai giochi di potere della famiglia Bolena. Si sposa in segreto con lui fuggendo nella sua tenuta nei pressi di Rochford. Rimane incinta e dà alla luce una bambina: Anna. Saputo dell'intento della famiglia di farle contrarre un buon matrimonio, Maria si vede costretta a raccontare ad Anna delle nozze con Stafford e della bambina avuta da lui, ma Anna, sentendosi oltraggiata e umiliata dalla buona sorte della sorella (per il suo matrimonio d'amore e la sua vita prolifica), la caccia dalla corte per poi richiamarla al suo fianco quando scopre di essere di nuovo incinta.

### Il declino e la morte
Per Anna anche questa gravidanza finisce con un aborto, mentre con la successiva dà alla luce un maschietto deforme senza vita. L'incapacità di Anna di compiacere il re dandogli un erede maschio esacerba i dissapori tra Anna e il sovrano, il quale già da tempo ha incominciato ad interessarsi ad un'altra dama di corte, peraltro cugina di Anna e appartenente alla famiglia rivale: Jane Seymour. Questo, unito ai dissapori del popolo nei confronti della regina, portano al compimento del tragico destino di Anna.
Nella primavera del 1536 Anna Bolena viene arrestata e condotta alla Torre Beauchamp con le accuse di adulterio e stregoneria. Assieme a lei vengono catturati alcuni uomini di corte accusati di essere suoi amanti, tra cui anche il fratello George, accusato peraltro di incesto e di essere il vero padre dell'ultimo bambino partorito da Anna. Nel maggio dello stesso anno il Consiglio della Corona, dopo aver interrogato chiunque fosse stato accanto alla regina, emette per primo il verdetto di colpevolezza nei confronti dei presunti amanti di Anna, compreso George, i quali vengono giustiziati per decapitazione. Lo stesso verdetto viene emesso per Anna e, anche se le viene promessa la libertà in cambio della firma dell'annullamento matrimoniale (seppur con l'obbligo di trasferirsi in un convento francese), il re le nega all'ultimo momento il perdono, così Anna viene portata sul patibolo e decapitata.
Perduti gli amati fratelli, a Maria ora non resta che andarsene assieme al marito William e ai suoi tre figli nella tenuta di Rochford, dove morirà nel 1543, mentre re Enrico VIII si prepara per le nuove nozze con la giovanissima Jane Seymour.

## Edizioni
- Philippa Gregory, L'altra donna del re, traduzione di Linda De Angelis, 5 ed., Sperling & Kupfer, 2010,  p. 655, ISBN 978-88-6061-630-2.